# Sultanat mérinide
1244–1465
Entités précédentes :
- Almohades

Entités suivantes :
- Wattassides

Les Mérinides ou Marinides (en berbère : ⴰⵢⵜ ⵎⵔⵉⵏ, Aït Mrin ; en arabe : المرينيون, al-Marīniyūn) constituent une dynastie d'origine berbère zénète qui règne au Maghreb al-Aqsa (Maroc) entre le XIIIe et le XVe siècles et qui contrôle, épisodiquement, d'autres parties du Maghreb et de la péninsule Ibérique pendant le XIVe siècle.
Installés dans le bassin de la haute Moulouya depuis plus d'un siècle, ils sont au service des Almohades avant de se rendre maîtres d'un fief au nord du Maroc (Rif) et de prendre le contrôle de Fès en 1248.
En 1269, ils renversent les Almohades en prenant Marrakech et forment, jusqu'en 1465, un empire, imposant temporairement leur pouvoir sur le Maghreb et une petite partie de la côte andalouse. Le centre de leur empire se situe entre Taza et Fès, ses frontières, qui évoluent avec le temps, sont l’océan Atlantique à l’Ouest, la mer Méditerranée au Nord, le domaine des Abdalwadides à l’Est et le Sahara au Sud.
Entre 1275 et 1340, les Mérinides soutiennent activement le royaume de Grenade contre les attaques chrétiennes, mais leur défaite à la bataille de Tarifa devant la coalition castillano-portugaise marque la fin de leurs interventions dans la péninsule Ibérique.
En 1358, la mort d’Abu Inan Faris, tué par l'un de ses vizirs, marque le début de la décadence de la dynastie qui ne parvient pas à refouler les Portugais et les Espagnols, leur permettant, ainsi qu’à travers leurs continuateurs wattassides, de s’installer sur la côte. La résistance s’organisera autour des confréries et des marabouts, dont est issue la dynastie saadienne.

## Origine
Les Mérinides ou Beni Merin, tiennent leur nom de Merin, fils de Wartajan lui même descendant d'un certain Wassin un descendant de Zanat.  Les Mérinides sont originaires du Zab (ou Zibans) à l'est du Maghreb plus précisément ils nomadisaient à l'origine dans les Zibans entre Djelfa et Biskra. Les Banu ' Abd al - Wād (ou Zianides), maîtres de Tlemcen, sont des cousins des Mérinides.
Selon Charles André Julien la tribu des Beni Merin nomadisait dans le Zab, l'actuelle région de Biskra, lorsque, à la fin du XIe siècle, elle fut peu à peu poussée vers l'ouest par les tribus hilaliennes. À la suite de l'invasion hilalienne de l'Ifriqiya au XIe siècle, ils doivent migrer vers l'ouest. Lors de la formation de l'Empire almohade, les Beni Merin errent dans les hautes plaines de l'Oranie et participent à la coalition zénète qui s'insurgea, sans succès, au XIIe siècle contre les Almohades. Les Beni Merin sont donc obligés de s'exiler plus au sud dans les confins sahariens où ils échappent aux gouverneurs et impôts almohades, menant une vie précaire mais libre. 
Les Beni Merin y compris les Banu Wattas, prétendent être les fondateurs de Ghadamès en Libye,, ville renfermant de nombreuses bourgades appartenant aux clans mérinides des Banu Ouartajin et Banu Wattas. 
Plus tard au XIIe siècle, ils nomadisent entre Figuig et Sijilmassa avant de remonter vers le nord et de s'établir plus tard vers la basse Moulouya, autour de Guercif, carrefour de rassemblement de toutes les tribus mérinides,. 
L'épopée mérinide pose ainsi la question de savoir par quels moyens une tribu zénète nomade, dépourvue d'idéologie particulière, va profiter de la décadence des Almohades pour conquérir et organiser le Maroc.

## Chronologie

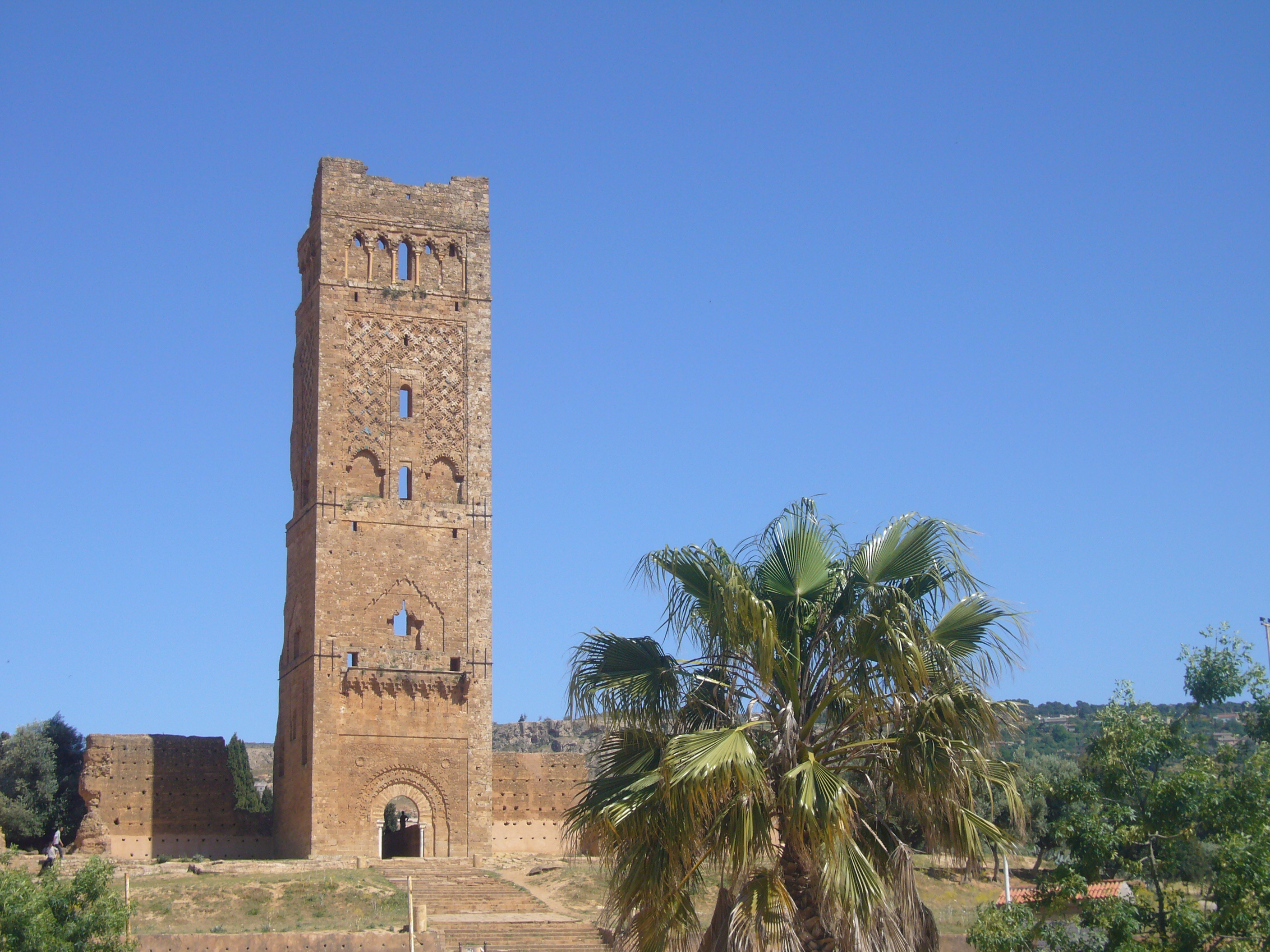
Minaret de la Mansourah à Tlemcen en Algérie : mosquée bâtie durant le siège de Tlemcen (1299-1307) dans la ville-camp de Mansourah sous le sultan Abu Yaqub Yusuf an-Nasr. Le siège de la capitale zianide étant un échec, elle ne sera jamais terminée.

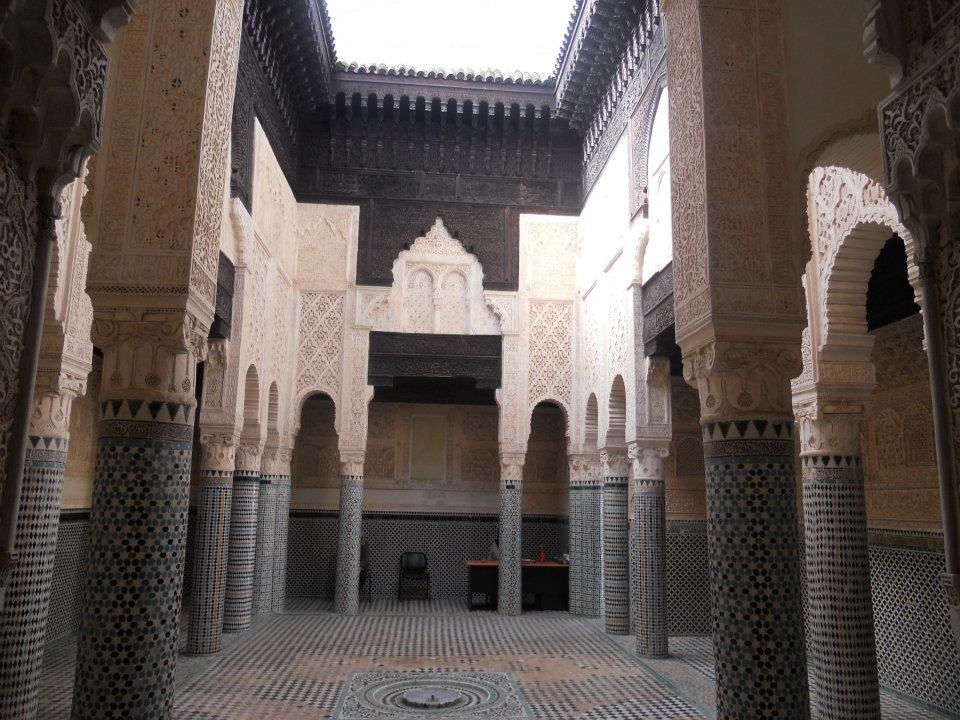
La médersa de Salé, construite par le sultan Abu al-Hasan ben Uthman en 1341.

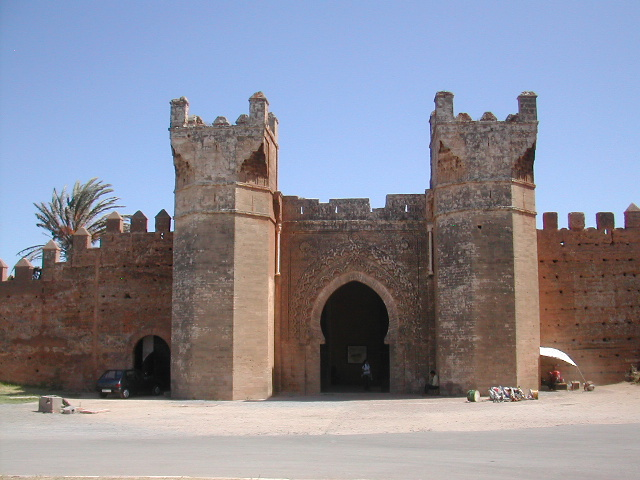
Porte de la nécropole mérinide de Chella, juste en dehors de Rabat.

En 1215, lors d’une bataille sur la côte du Rif, les Mérinides mettent en déroute les troupes almohades du jeune calife de seize ans Yusuf al-Mustansir. Leur chef, Abd al-Haqq, ne savoure pas longtemps son ascendant : en 1217, il meurt au cours d’un combat victorieux contre les Almohades. Son fils Uthman ben Abd al-Haqq lui succède. Les Mérinides prennent possession du Rif et semblent vouloir en rester là. Uthman ben Abd al-Haqq est assassiné, en 1240, par l’un de ses esclaves chrétiens et son frère Muhammad ben Abd al-Haqq lui succède.
Quatre ans plus tard, Muhammad ben Abd al-Haqq est à son tour assassiné par un officier des milices de mercenaires chrétiens. Abu Yahya ben Abd al-Haqq, le troisième fils d'Abd al-Haqq, lui succède alors. En 1249, il réprime sévèrement une conjuration anti-mérinide à Fès.
Abu Yahya ben Abd al-Haqq meurt de maladie en 1258 et est enterré dans la nécropole de Chellah, près de Rabat. Son oncle Abu Yusuf Yaqub ben Abd al-Haqq, quatrième fils d'Abd al-Haqq, lui succède. En 1260 a lieu la prise de Salé par les troupes d'Alphonse X de Castille : c'est le plus grand massacre de toute l'histoire de la ville. Salé reste pendant deux semaines aux mains des Castillans avant que le sultan mérinide Abu Yusuf Yaqub ben Abd al-Haqq ne vienne la délivrer. La date coïncide avec la construction de l'une des plus grandes portes fortifiées du Maroc, Bab el-Mrissa (Bab Lamrissa) ; une porte maritime qui, à moitié enterrée aujourd'hui, barrait un canal et laissait passer entre ses piliers des navires pour les abriter de l'autre côté des remparts, construite par l'architecte sévillan Mohamed Ben Ali. Abu Yusuf Yaqub ben Abd al-Haqq participe personnellement au chantier.
L'année 1269 est marquée par la prise de Marrakech et la fin de la domination almohade dans le Maghreb occidental. Sijilmassa est prise en 1274. Les Mérinides renoncent à installer le pouvoir à Marrakech et préfèrent édifier Fès Jdid (en) « Fès-la-Nouvelle », une ville nouvelle à côté de Fès al Bali, à partir de 1276. Abu Yusuf Yaqub ben Abd al-Haqq meurt de maladie, en 1286, à Algésiras après une quatrième expédition en Espagne.  
Son fils Abu Yaqub Yusuf an-Nasr lui succède et doit combattre les révoltes qui s’étaient produites dans le Draa et la province de Marrakech. En 1288, à la suite de la visite d’une ambassade du roi de Grenade, le sultan mérinide rend la ville de Cadix. La reconstruction de la grande mosquée almohade de Taza, en 1291 marque l’édification de la première construction d’influence mérinide conservée. Le siège de Tlemcen, entrepris en 1299 par les Mérinides, dure huit ans mais n'aboutit pas à la prise de la ville. En 1307, Abu Yaqub Yusuf an-Nasr est assassiné par un eunuque pour une obscure affaire de harem. Sa mort marque la fin du siège de Tlemcen.  
Son fils Abu Thabit Amir lui succède et meurt l’année suivante, de maladie, à Tétouan, une ville qu’il venait de fonder. Son frère, Abu al-Rabi Sulayman, lui succède. Il conquiert Ceuta en 1309. Il meurt en 1310, emporté par la maladie, après avoir réprimé une révolte des grands chefs de l’armée à Taza, parmi lesquels Gonzalve, chef de la milice chrétienne. Abu Said Uthman lui succède. En 1315, le prince Abou Ali ben Uthman fait la conquête du Touat et du Gourara. Abu Said Uthman fait édifier la médersa Attarine à Fès entre 1323 et 1325. En 1329, la victoire contre les Castillans, à Algésiras, lui donne une porte d’entrée dans la péninsule Ibérique. Mais, moins de deux ans plus tard, en 1331, il meurt. Son fils Abû Saïd Uthmân ben Yaqub lui succède. En 1333, toujours en possession de Ronda et d'Algésiras, il conquiert Gibraltar, vingt ans après qu'elle a été prise par les Castillans. 
En 1337, après un siège de deux ans, Tlemcen tombe. En 1339 y est construite la mosquée Sidi Boumediene. La défaite des Mérinides à la bataille de Tarifa en 1340, puis la perte d’Algésiras en 1344, au profit des Castillans, signent la fin des ambitions ibériques de la dynastie. En 1347, Abu al-Hasan ben Uthman détruit le royaume hafside de Tunis et établit son autorité sur tout le Maghreb. Ce succès est de courte durée : il meurt l’année suivante et son fils, Abu Inan Faris, lui succède. 
La peste noire et les rébellions de Tlemcen et de Tunis marquent, en 1348, le début de la décadence des Mérinides qui ne parviendront pas à refouler les Portugais et les Espagnols, leur permettant ainsi, par le biais aussi de leurs continuateurs les Wattassides, de s’installer sur la côte. La construction de la médersa Bou Inania de Meknès est entreprise en 1350, celle de la médersa Bou Inania de Fès en 1357. 

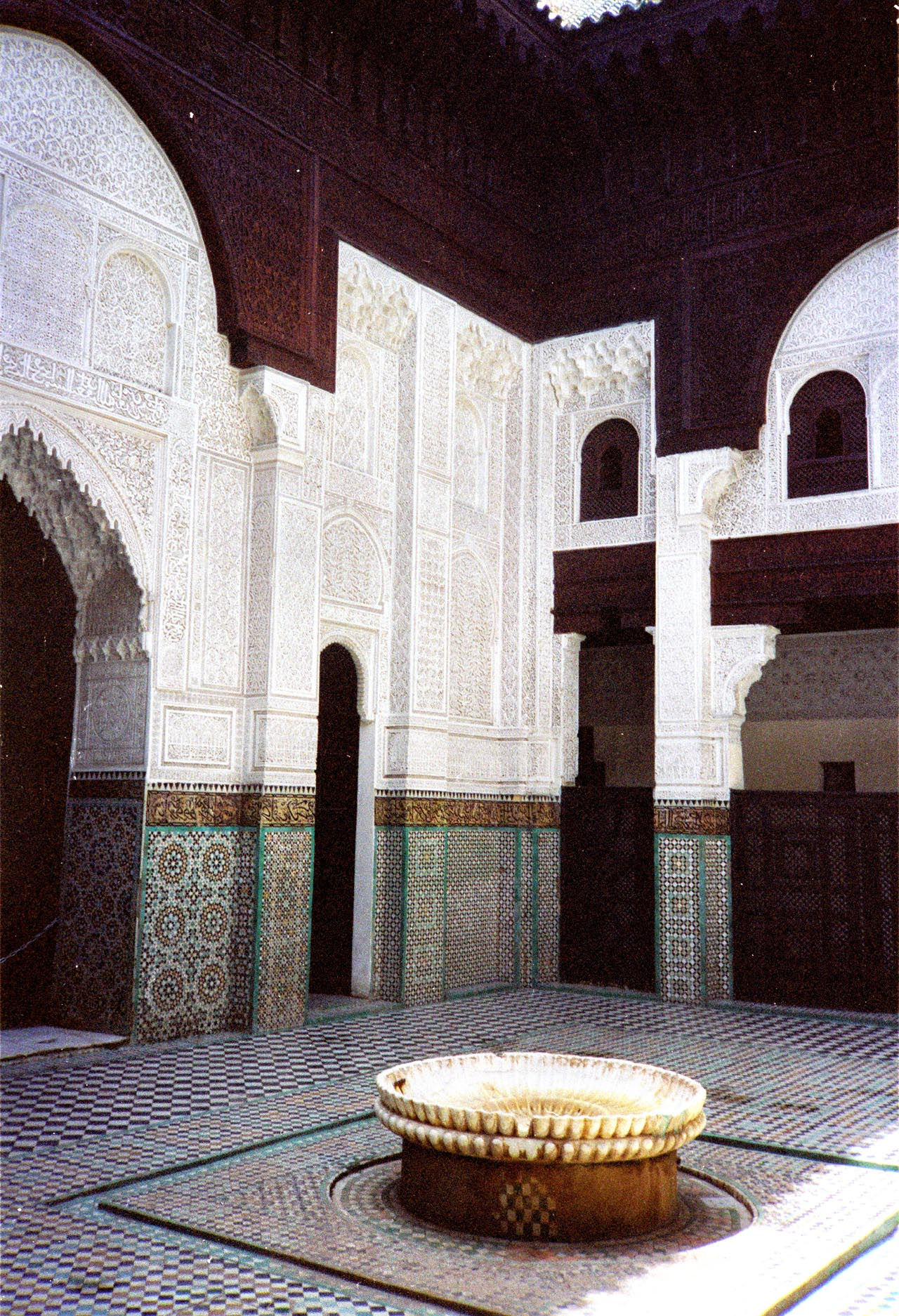
Médersa Bou Inania de Meknès, 1331-51.

Tlemcen est prise en 1351, puis perdue, et 1357 marque l’échec du sultan Abu Inan Faris devant la ville. En 1358, Abu Inan Faris est assassiné par son vizir alors qu’il était agonisant. 
La dynastie mérinide entre dans une première période de confusion, le « règne des vizirs ». Chaque vizir tente de mettre sur le trône son prétendant en choisissant de préférence l’individu le plus faible. Abû Ziân as-Sa`id Muhammad ben Fâris est porté sur le trône par les vizirs, juste après l’assassinat de son père. Il ne règne que quelques mois. Son frère Abû Yahyâ Abû Bakr ben Fâris lui succède pour, lui aussi, ne régner que quelques mois. En 1359, Abû Salîm Ibrâhîm, fils d'Abû al-Hasan ben `Uthmân, est désigné sultan par les vizirs avec le soutien du roi Pierre Ier de Castille. Cette année voit la résurgence des Zianides de Tlemcen. Le sultan Abû Salîm Ibrâhîm est destitué, en 1361, par Abu Omar Tachfin. Ce dernier est soutenu par les milices chrétiennes et par les vizirs. Il ne règne que quelques mois. Muhammad ben Yaqub, petit-fils d'Abu al-Hasan ben Uthman réfugié à la cour de Castille, devient sultan. Son règne clôt la période dite du « règne des vizirs ».
En 1366, à la suite de l'assassinat de Muhammad ben Yaqub par son vizir, un des fils d’Abu al-Hasan ben Uthman, Abu Faris Abd al-Aziz ben Ali monte sur le trône. Il prend Tlemcen en 1370, mais meurt en 1372, en laissant le trône à un très jeune enfant. Ceci marque le début de la deuxième éclipse mérinide, période marquée par l’instabilité de la dynastie. Les vizirs tentent à plusieurs reprises d’imposer un souverain fantoche. Dans le même temps l’empire est scindé entre deux capitales: Marrakech et Fès. En 1373, Muhammad as-Sa`îd, héritier de son père Abu Faris Abd al-Aziz ben Ali, meurt à l'âge de cinq ans, il n’a pas régné un an. Abû al-`Abbâs, soutenu par les Nasrides du royaume de Grenade, prend sa succession.
En 1374, le sultanat est scindé en deux à la suite d'une rébellion à Marrakech. Gibraltar est rétrocédé aux Grenadins en retour de leur soutien militaire. Après dix ans de règne, en 1384, Abû al-`Abbâs est destitué par les princes nasrides de Grenade qui placent sur le trône Mûsâ ben Fâris, un infirme incapable, fils d’Abu Inan Faris qui règne de 1384 à 1386, date à laquelle Al-Wathiq lui succède, avant qu’en 1387, Abû al-`Abbâs ne reprenne le pouvoir jusqu’en 1393. Il reconquiert Tlemcen et Alger. Abû Zayd `Abd ar-Rahman règne, en parallèle, sur Marrakech de 1384 à 1387. Abu Faris Abd al-Aziz ben Ahmad est désigné comme sultan à la mort de Abu al-Abbas. Les troubles qui s’ensuivent permettent aux souverains chrétiens de porter la guerre au Maroc. En 1396, son frère Abu Amir Abd Allah lui succède comme sultan mais meurt deux ans plus tard et son frère Abu Said Uthman ben Ahmad lui succède. Profitant de l’anarchie du royaume mérinide, le roi Henri III de Castille débarque en Afrique, en 1399, s'empare de Tétouan, massacre la moitié de la population et réduit l’autre moitié en esclavage. Le roi Jean Ier de Portugal s’empare de Ceuta, en 1415, et Perejil. Cette conquête marque le début de l’expansion outre-mer des Européens. Abu Said Uthman ben Ahmad meurt en 1420, son fils Abu Muhammad Abd al-Haqq lui succède comme sultan à l’âge de un an.
1437 voit l’échec d’une expédition portugaise contre Tanger. Une partie du corps expéditionnaire est faite prisonnière et l’infant Ferdinand est gardé en otage. Un traité intervient où les Portugais obtiennent le droit de rembarquer à la condition de rendre Ceuta. Ils laissent comme otage l’infant Ferdinand, pour garantir l’exécution de ce pacte. Poussé par le pape, Édouard Ier de Portugal préfère sacrifier son frère plutôt que de perdre sa place de commerce. Ferdinand meurt à Fès le 5 juin 1443. En 1458, le roi Alphonse V de Portugal avait préparé une armée pour le départ en croisade contre les Ottomans à l’appel du pape. Il préfère finalement retourner ses forces contre un petit port situé entre Tanger et Ceuta. Il parvient à prendre la place.
En 1459, Abu Muhammad Abd al-Haqq se retourne contre son régent et sa famille. Il les fait massacrer ; seuls deux frères survivent, dont celui qui en 1472 devient le premier sultan des Wattassides.  Ferdinand IV de Castille reprend Gibraltar en 1462. Abu Muhammad Abd al-Haqq est égorgé à Fès, en 1465, au cours d’une révolte populaire. Alphonse V de Portugal parvient enfin à prendre Tanger en 1471 en profitant des désordres de Fès. Cette anarchie ne dure qu’un temps. L’un des survivants du massacre de 1459, Abu Abd Allah ach-Chaykh Muhammad ben Yahya, reprend Fès.

## Monuments
Les Mérinides ont légué un nombre important de monuments historiques au Maroc, que l'on retrouve majoritairement dans leur capitale, Fès, mais aussi dans des villes comme Salé, Meknès et Taza, ou en Algérie, à Tlemcen avec la mosquée Sidi Boumedienne. 
Ils fondèrent également Fès Jdid, dans laquelle sont alors construits un palais et plusieurs mosquées.
L’époque mérinide est celle des medersas, qui sont construites en grand nombre, ce qui fera du Maroc le pays musulman qui en compte le plus. La medersa « des Dinandiers » ou Seffarin est la première construite par les Mérinides.